# James Stuart (1er vicomte Stuart de Findhorn)
Pour les articles homonymes, voir James Stuart.
James Gray Stuart, 1er vicomte Stuart de Findhorn, (9 février 1897 - 20 février 1971) est un homme politique unioniste écossais. Il est co-secrétaire parlementaire du Trésor dans le Cabinet de guerre de Churchill et secrétaire d'État pour l'Écosse sous Churchill puis Anthony Eden de 1951 à 1957. En 1959, il est élevé à la pairie en tant que vicomte Stuart de Findhorn.

## Jeunesse
Né à Édimbourg, Stuart est le troisième et plus jeune fils de Morton Stuart, 17e comte de Moray, et d'Edith Douglas Palmer, fille du contre-amiral George Palmer.

## Service militaire
Il entre dans le Royal Scots (Réserve spéciale) en tant que sous-lieutenant (sa période de probation a pris fin en janvier 1915) et sert pendant la Première Guerre mondiale, atteignant le grade de capitaine. Il reçoit la Croix militaire et le Barreau en 1917.
Il est nommé Equerry du Prince Albert en juin 1920 et membre (4e classe) de l'Ordre royal de Victoria lors des honneurs du nouvel an 1922.

## Carrière politique
Il siège comme député de Moray et Nairn de 1923 à 1959. Il est Lords du Trésor de 1935 à 1941 sous la direction successive de Ramsay MacDonald, Stanley Baldwin, Neville Chamberlain et Winston Churchill et est admis au Conseil privé lors des honneurs d'anniversaire de 1939. En 1941, Churchill le nomme au poste de secrétaire parlementaire adjoint du Trésor (whip en chef du gouvernement), où il reste jusqu'en 1945. Il continue comme whip en chef conservateur jusqu'en 1948. En 1950, il devient président du Parti unioniste écossais, poste qu'il occupe jusqu'en 1962.
Lorsque les conservateurs reviennent au pouvoir sous Churchill en 1951, Stuart est nommé Secrétaire d'État pour l'Écosse, avec un siège au cabinet. Il occupe ce poste jusqu'en 1957, terminant sous le gouvernement d'Anthony Eden. Il est nommé Compagnon d'honneur en 1957. Le 20 novembre 1959, il est élevé à la pairie en tant que vicomte Stuart de Findhorn, de Findhorn dans le comté de Moray.

## Famille
Lord Stuart de Findhorn épouse Rachel Cavendish fille de Victor Cavendish, 9e duc de Devonshire (et sœur de Dorothy Cavendish, épouse de Harold Macmillan), en 1923.
Il a auparavant été noté comme un prétendant d'Elizabeth Bowes-Lyon alors qu'il est écuyer du prince Albert, duc de York (le futur roi George VI).
Lord et Lady Stuart ont deux fils et une fille.
- David, 2e vicomte Stuart de Findhorn (1924-1999)
- John, lieutenant de la Royal Navy (1925-1990)
- Jean épouse de Michael Ritchie) née le 7 janvier 1932.

Lord Stuart est décédé en février 1971, à l'âge de 74 ans, et son fils aîné, David, lui succède dans la vicomté. Lady Stuart de Findhorn est décédée en octobre 1977.